# Roxana (Kostaryka)
Roxana – miasto w Kostaryce, w prowincji Limón.